# Giải của Hiệp hội phê bình phim trực tuyến cho nam diễn viên chính xuất sắc nhất
Giải của Hội phê bình phim online cho nam diễn viên chính xuất sắc nhất là một trong các giải của Hội phê bình phim online dành cho nam diễn viên đóng vai chính trong một phim, được bầu chọn là xuất sắc nhất.
Dưới đây là danh sách các người đoạt giải:

### Thập niên 1990
| Năm  | Người đoạt giải | Phim               | Vai diễn       |
| ---- | --------------- | ------------------ | -------------- |
| 1997 | Jack Nicholson  | As Good as It Gets | Melvin Udall   |
| 1998 | Ian McKellen    | Gods and Monsters  | James Whale    |
| 1999 | Kevin Spacey    | American Beauty    | Lester Burnham |

### Thập niên 2000
| Năm  | Người đoạt giải        | Phim                      | Vai diễn               |
| ---- | ---------------------- | ------------------------- | ---------------------- |
| 2000 | Tom Hanks              | Cast Away                 | Chuck Noland           |
| 2001 | Billy Bob Thornton     | The Man Who Wasn't There  | Ed Crane               |
| 2002 | Daniel Day-Lewis       | Gangs of New York         | William "Bill" Cutting |
| 2003 | Bill Murray            | Lost in Translation       | Bob Harris             |
| 2004 | Paul Giamatti          | Sideways                  | Miles Raymond          |
| 2005 | Philip Seymour Hoffman | Capote                    | Truman Capote          |
| 2006 | Forest Whitaker        | The Last King of Scotland | Idi Amin               |
| 2007 | Daniel Day-Lewis       | There Will Be Blood       | Daniel Plainview       |
| 2008 | Mickey Rourke          | The Wrestler              | Randy Robinson         |
| 2009 | Jeremy Renner          | The Hurt Locker           | SFC. William James     |

### Thập niên 2010
| Năm  | Người đoạt giải    | Phim                      | Vai               |
| ---- | ------------------ | ------------------------- | ----------------- |
| 2010 | Colin Firth        | The King's Speech         | George VI của Anh |
| 2010 | Jeff Bridges       | True Grit                 | Rooster Cogburn   |
| 2010 | Jesse Eisenberg    | The Social Network        | Mark Zuckerberg   |
| 2010 | James Franco       | 127 Hours                 | Aron Ralston      |
| 2010 | Ryan Gosling       | Blue Valentine            | Dean              |
| 2010 | Édgar Ramírez      | Carlos                    | Carlos the Jackal |
| 2011 | Michael Fassbender | Shame                     | Brandon Sullivan  |
| 2011 | George Clooney     | The Descendants           | Matt King         |
| 2011 | Jean Dujardin      | The Artist                | George Valentin   |
| 2011 | Gary Oldman        | Tinker Tailor Soldier Spy | George Smiley     |
| 2011 | Michael Shannon    | Take Shelter              | Curtis LaForche   |

Bản mẫu:Online Film Critics Society Awards